# Снежный крейсер
Снежный крейсер (англ. Snow Cruiser) — вездеход, который был создан Иллинойсским технологическим институтом в 1939 году для очередной экспедиции Ричарда Бэрда в Антарктиду. Его конструктором был сподвижник Бэрда Томас Поултер.

## Описание

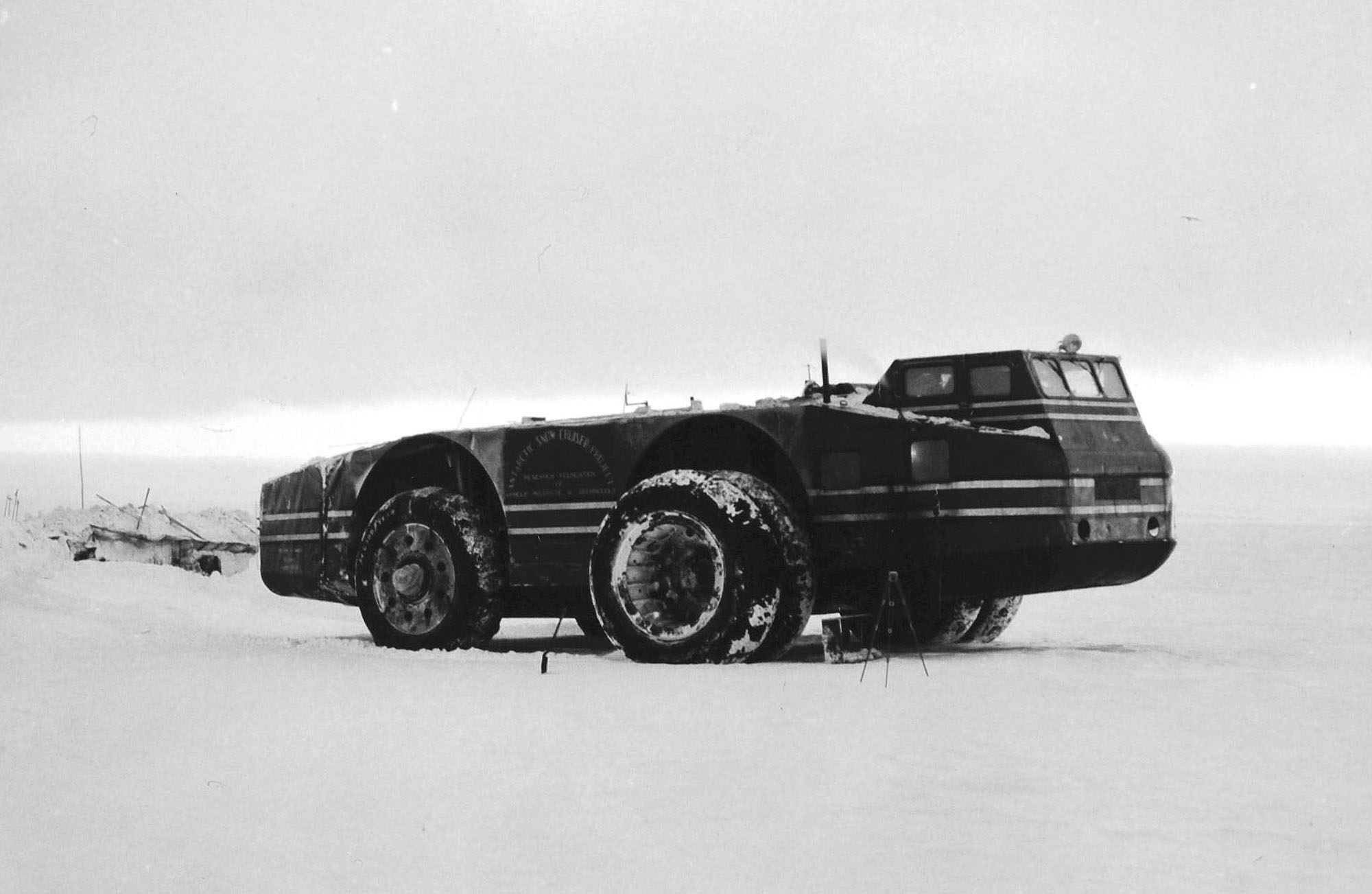
1940 год

Для повышения проходимости по специфическим антарктическим ландшафтам конструкторы использовали два принципиальных решения. Во-первых, «крейсер» поставили на четыре громадных колеса — диаметром 120 дюймов (больше 3 м). Их приводили в движение электродвигатели, стоящие каждый в своей ступице, питаемые от двух дизель-генераторов по 150 л. с. Во-вторых, корпус машины имел 17-метровую длину и лыжеподобное днище, при высоте от 3,7 до 5 м (в зависимости от положения подвески) и ширине 6,06 м. Через трещины шириной до 4,5 м, коими изобилует антарктический ледник, снегоход должен был «переползать», как лыжа, отталкиваясь колёсами; так же предполагалось преодолевать и фирн (зернистый лёд). На крыше вездехода предполагалось разместить небольшой самолет-биплан для ведения разведки.

## Технические характеристики
- Длина: 17 м
- Ширина: 6,06 м
- Высота: 3,7-5 м (в зависимости от положения подвески)
- Масса: 34 тонны
- Двигатель: два дизель-генератора мощностью 150 л. с. каждый
- Расход топлива на один дизель 50 л/час
- Запас топлива 9463 литра
- Электротрансмиссия
- Шины: Goodyear- 3048×838,2, 12-слойная
- Дальность хода: 8000 км
- Дальность хода по запасу топлива 3785 км
- Максимальная скорость: 48 км/ч
- Экипаж: 5 человек

## Применение

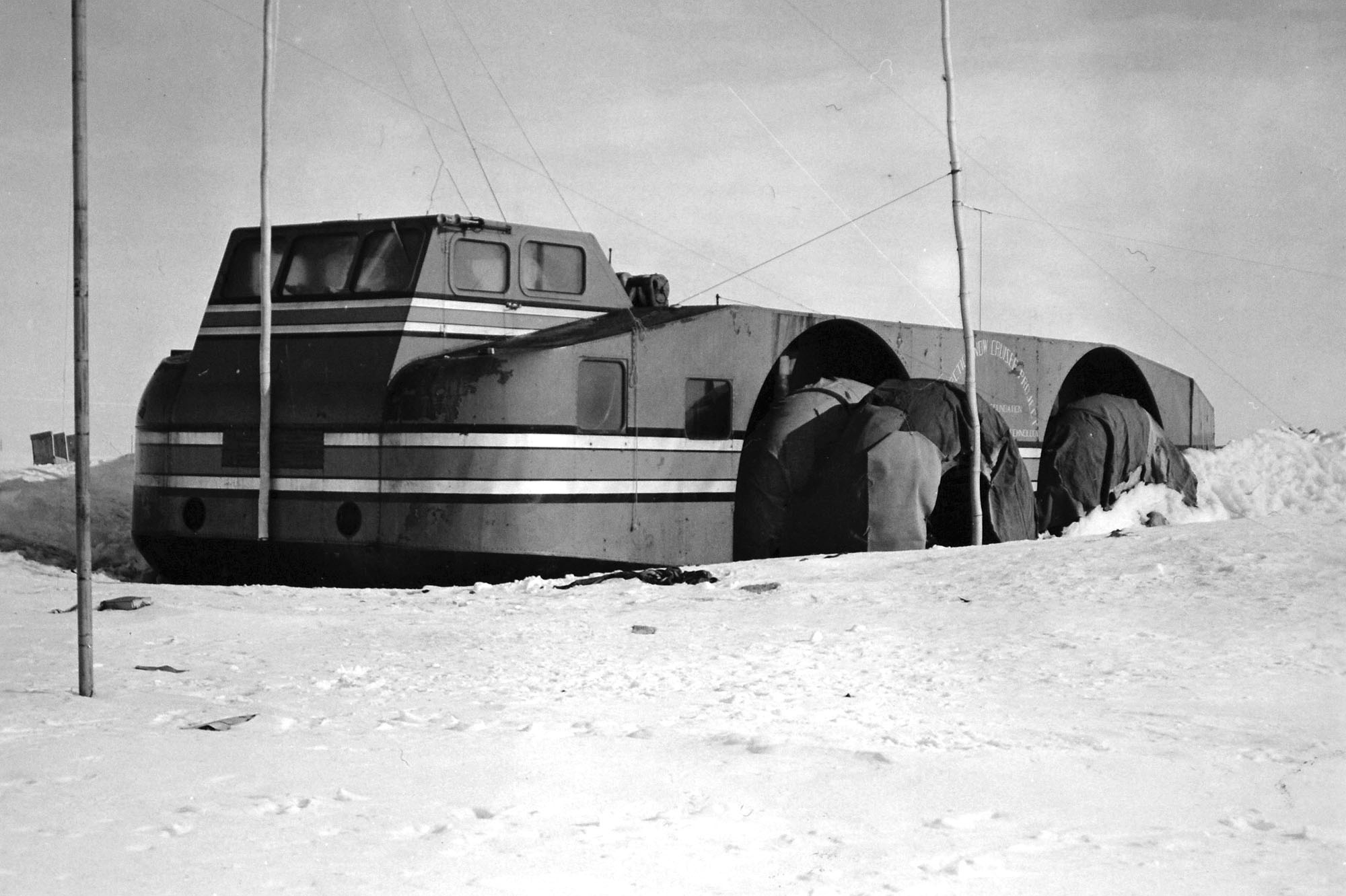
1940 год

В январе 1940 года вездеход доставили в Антарктиду, и сам Томас Поултер принял участие в экспедиции. «Снежный крейсер» должен был пересечь Антарктиду два раза, крест-накрест, объехав почти всю береговую линию и дважды побывав на полюсе. Запаса топлива в баках должно было хватить на 8 тыс. км.
Но оказалось, что «Снежный крейсер» не может двигаться по снегу, так как колеса погрузились в снег на метр и беспомощно вращались, не в силах сдвинуть «крейсер». В попытках исправить ситуацию, команда присоединила запасные колеса к передним, увеличив таким образом ширину последних в два раза, а на задние колеса надела цепи. В результате машина оказалась способна хоть как-то двигаться. Причём оказалось, что при движении задним ходом она ведёт себя гораздо увереннее. Но всё равно моторы вездехода то и дело перегревались.
Вездеход смог проехать по Антарктиде задним ходом за две недели лишь 148 километров, после чего его пришлось остановить и экипаж «крейсера» остался жить в нём в качестве научного персонала полярной станции. Через несколько месяцев полярники покинули «Снежный крейсер» из-за того, что финансирование проекта было прекращено — внимание общественности переключилось на Вторую мировую войну.
В следующий раз полярники нашли машину в конце 1940-х годов и выяснили, что машина цела, требует лишь мелкого ремонта и накачки шин. В 1958 году международная экспедиция снова нашла «Снежный крейсер». За 18 лет машину занесло несколькими метрами снега, но её расположение выдавал торчащий на поверхности высокий бамбуковый шест, предусмотрительно установленный экипажем. Измерив количество снега от низа колес, полярники смогли узнать количество выпавших осадков за этот период. С тех пор вездеход никто не видел. По одной версии, его занесло снегом окончательно. По другой, он оказался на одном из огромных айсбергов, которые откалываются от ледяного шельфа Антарктиды, а затем затонул в океане.